# Fekvőtámasz

Fekvőtámaszban végzett karhajlítás-nyújtás

A fekvőtámasz egy testhelyzet, melyet jellemzően karhajlítás-nyújtással kombinálva testgyakorlatként az izmok erősítésére használnak. A gyakorlat erősíti a mell-, kar-, has-, hát-, fenék- és lábizmokat.

## A testhelyzet
A törzs egyenes, a kezek vállszélességnél kicsit szélesebben a földön. A hüvelykujj befelé, a többi ujj előre néz. A karok egyenesek.

## A karhajlítás-nyújtásos gyakorlat
1. A gyakorlat kezdetén a karokat behajlítják, amíg a felkar vízszintes pozícióba kerül. Ezalatt a törzs egyenes marad.
2. A gyakorlat befejezéseként a karokat kiegyenesítik, így visszajutva a kezdő helyzetbe.

A vállszélességnél közelebb, illetve távolabb végzett fekvőtámasz kissé más izmokat mozgat meg.

### Könnyített változatok
Léteznek könnyített változatok, ahol a testsúly emelését valamilyen technikával megkönnyítik.
A falfekvőtámasznál a karok a padló helyett a falra támaszkodnak.
A térdfekvőtámasznál a lábujjak helyett a térden támaszkodik a test.

### Nehezített változatok
Egy lehetséges nehezítés a kar kiegyenesítése során a karokkal elegendő erőt kifejteni ahhoz, hogy a kezek néhány centiméterrel felemelkedjenek a padlótól.
Még erősebben elrugaszkodva a padlótól, a tapsolás is lehetséges a levegőben töltött fázisban.
Létezik egykezes fekvőtámasz is, a másik kéz a hát mögött, illetve a kétkezes fekvőtámaszon belül is nehezítés lehet, ha nem mindegyik ujj érinti a talajt.
Nehezítésnek számít továbbá, ha a lábakat nem a talajszinten, hanem egy magasabb helyen tartjuk (zsámoly, ágy stb.), ám kezeink a padlón maradnak.
Érdekes még az a fekvőtámasz, amelynél a föld felé való közeledés során a térdünket a könyökünkhöz emeljük.
Ha az egyik kezünket kissé előre, a másikat kissé hátra helyezzük, a tricepszet is erősíthetjük fekvőtámaszokkal. A mellizom formálására a széles, illetve szűk kéztávolsággal végzett fekvőtámaszok alkalmasak.
Dand

A dand, más néven hindu push-up. Ez a legalapvetőbb változat, hasonló ahhoz, amit Bruce Lee használt, aki macska szakasznak nevezte.

A dand, más néven hindu push-up néven ismert, egy olyan variáció, amely dinamikusan működteti a testek magját.

## Fordítás
- Ez a szócikk részben vagy egészben  a   Press up című angol Wikipédia-szócikk ezen változatának fordításán alapul.  Az eredeti cikk szerkesztőit annak laptörténete sorolja fel. Ez a jelzés csupán a megfogalmazás eredetét és a szerzői jogokat jelzi, nem szolgál a cikkben szereplő információk forrásmegjelöléseként.